# 트라이던트 마이크로시스템스
트라이던트 마이크로시스템스(Trident Microsystems)사는 현재 평판 디스플레이(플라스마, LCD 등)를 공급하는 회사이다. 한 때 트라이던트는 개인용 컴퓨터의 그래픽 칩셋과 사운드 컨트롤러를 공급하기도 했다.

## 그래픽 칩셋
아래의 목록은 완전한 것은 아니다.
데스크톱

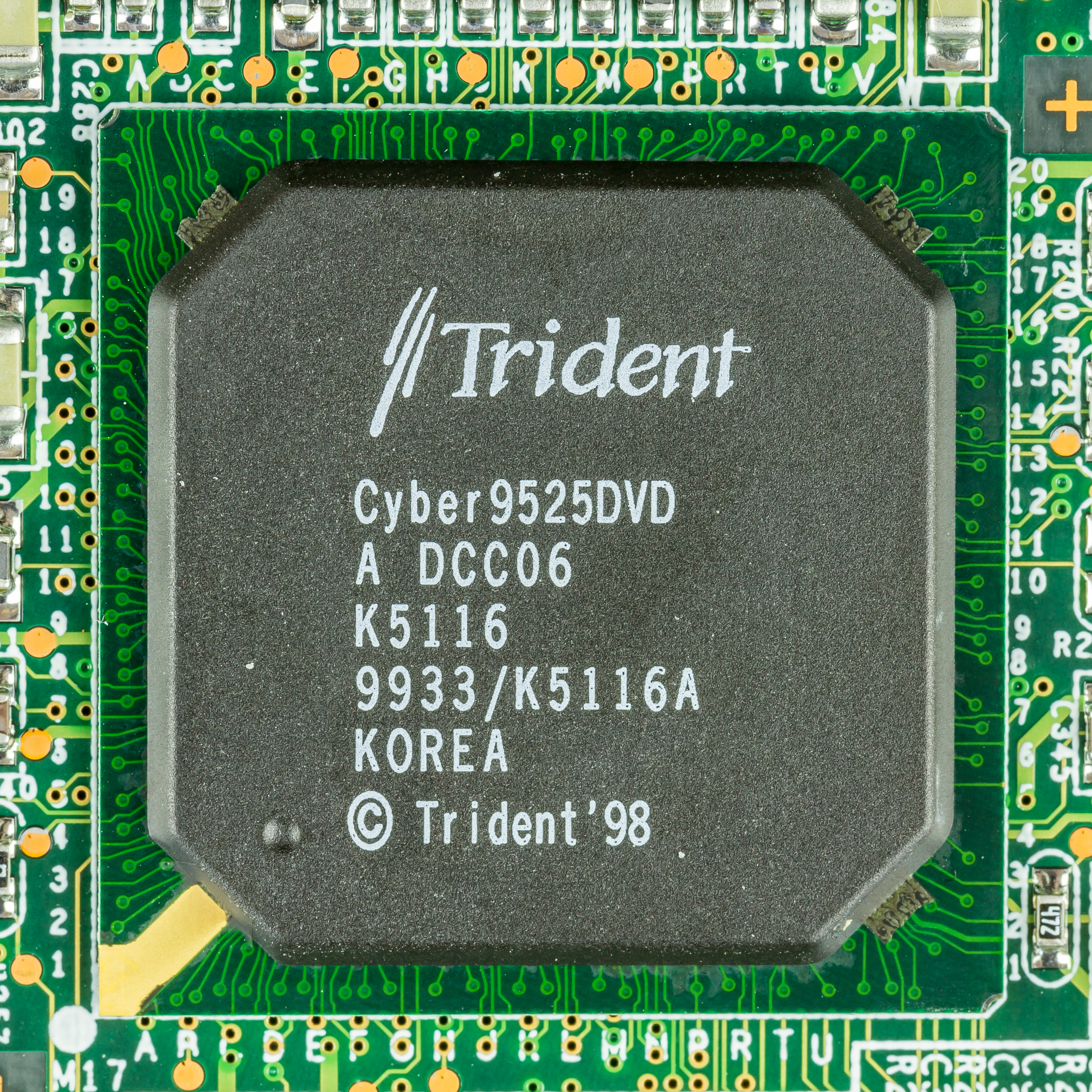
노트북 컴퓨터의 사이버 9525

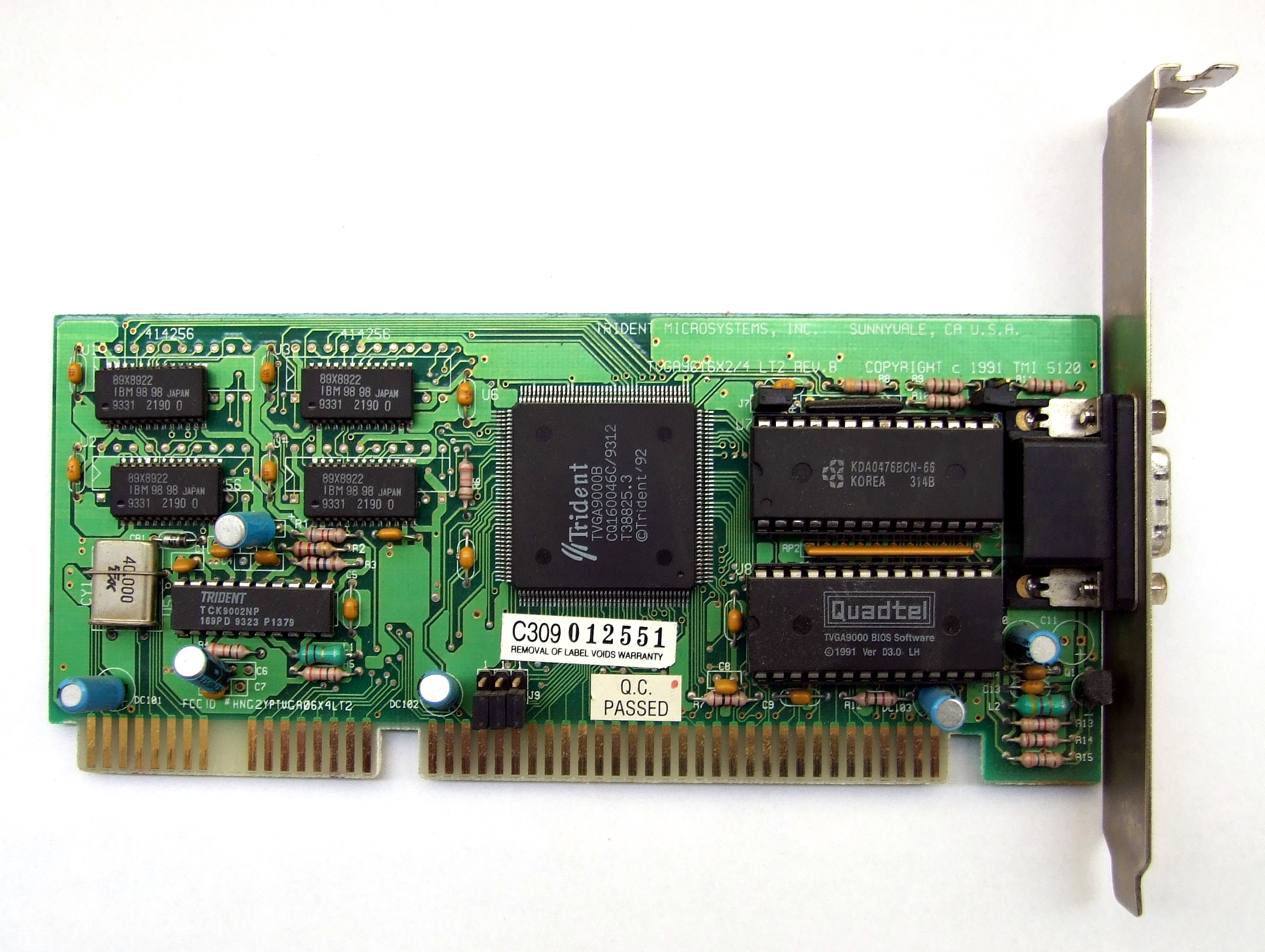
옛 트라이던트 슈퍼 VGA 카드 (TVGA9000 칩셋 장착)

- 8800 (1988년) - 첫 S/VGA 호환 칩셋 (ISA), 512KB 프레임버퍼
- 8900 - 하이 컬러 (65,536색) 디스플레이 모드 지원. 1MB 프레임버퍼
- 9000 - 첫 내장 (VGA+RAMDAC) VGA 칩셋
  - 9000B (1992년)
  - 9000i-1 (1994년) - 트라이던트 VC512TM ISA 버스 그래픽 카드
- 92xx, 94xx - 첫 윈도용 가속기
- 9440 (1994년) - 성능 경쟁에 돌입한 첫 윈도 2차원 가속기 (2MB PCI/VLB)
- 9660 - 9440, 64비트 데이터 대역
- 9680, 9682, 9685 - 모션 비디오 가속기 (줌 + YUV->RGB, 다이렉트쇼 오버레이)
- 3DImage9750, 3DImage9850 - 첫 윈도 3차원 가속기 (4MB PCI/AGP)
- Blade3D (1999년) - 성능 경쟁에 돌입한 첫 윈도 3차원 가속기 (8MB PCI/AGP)
- Blade XP
- XP4 - 다이렉트엑스 8 칩.
- XP4E - AGP 8배속 지원.
- XP8 (취소) - 다이렉트엑스 9 칩셋. 미국 시장 가격으로 100 달러에 결정됨.
- XP10 (취소) - PCI 익스프레스 컨트롤러.

모바일
- Cyber9320
- Cyber9382
- Cyber9385
- Cyber9397, Cyber9397DVD
- 9525DVD
- CyberBlade
  - CyberBlade Ai1
  - CyberBlade e4-128
  - CyberBlade i1
  - CyberBlade i7
- 블레이드 XP
- XP4
  - XP4m16/XP4m32 - 임베디드 메모리.
- XP8 (취소됨) - 다이렉트엑스 9 칩셋.

내장 그래픽
- ALi CyberALADDiN-T ()
- ALi CyberALADDiN-P4 (CyberBLADE XP2)
- ? (코드이름 Napa2T)
- ? (코드이름 Napa2-P4)
- ? (코드이름 Napa2-Banias)

## 사운드 칩셋
자체 오디오 인터페이스를 위해 SiS, ALi에서도 사용하는 T² 플랫폼 기반의 트라이던트 4DWAVE-DX/NX. Q3D 2.0 지원.